# Sjöfåglar

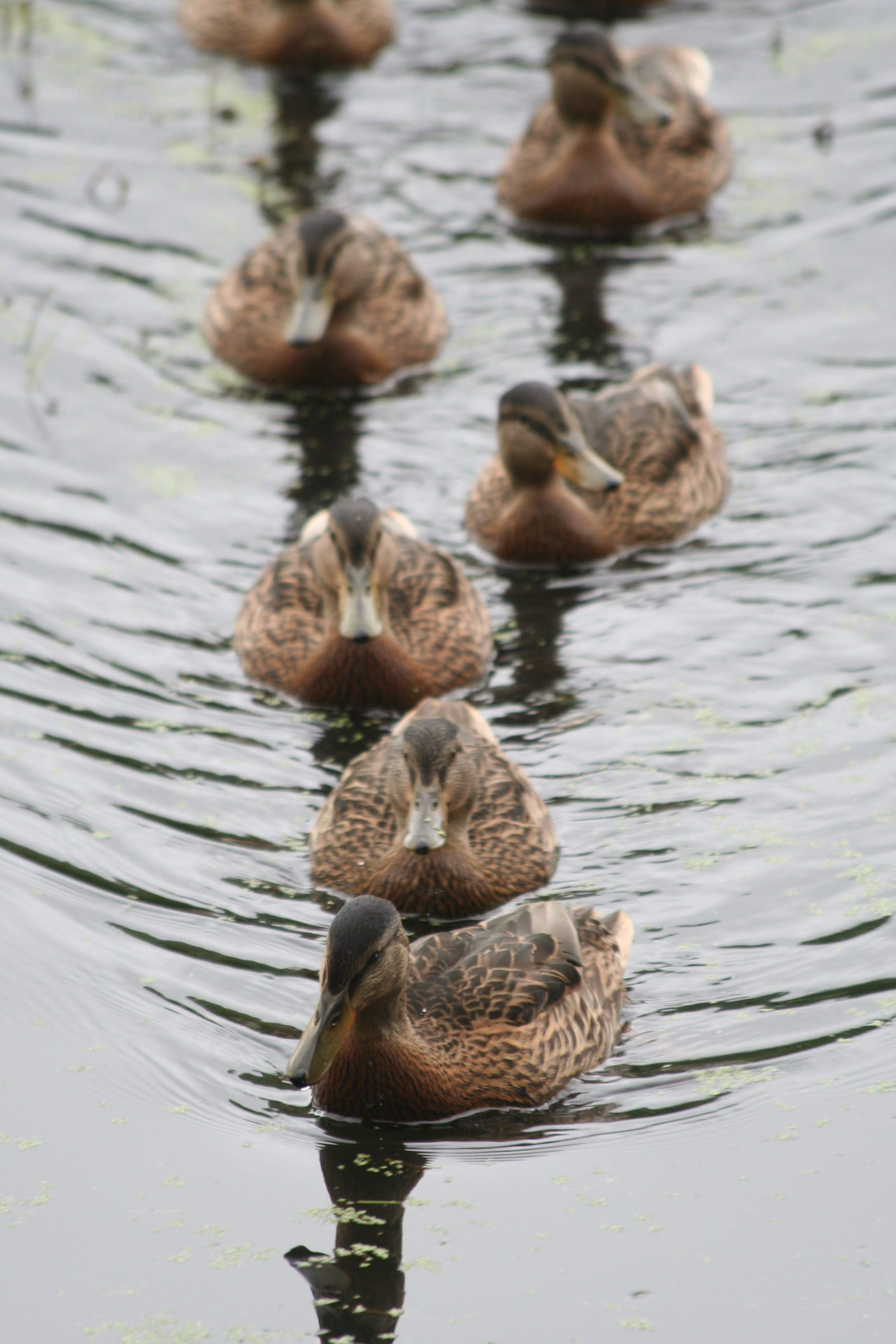
Gräsandshonor

Sjöfåglar är en oprecis term, ofta använd inom jakt och generella ordalag, som grupperar vissa arter av fåglar som mest uppehåller sig på eller vid insjöar eller hav. Begreppet betecknar således främst ekologiska företeelser och har lite med taxonomi att göra. Typiska representanter är arterna inom ordningen andfåglar och måsfåglar.